# Alto de Letras
El Alto de Letras, (3.677 m s. n. m.), también conocido como el Páramo de Letras por su cercanía a este páramo, es un puerto de montaña situado en la Cordillera Central en la Región Andina.

## Ciclismo
Este puerto ha formado parte de las principales carreras de ciclismo del país en múltiples ocasiones.
La vertiente que viene desde Mariquita, tiene una longitud de 80,7 km, con una pendiente media de 3,9% y pendiente máxima de 11% y es considerado uno de los puertos de montaña más largos del mundo.
La vertiente que viene desde Manizales, tiene una longitud de 31,6 km, con una pendiente media de 5,7% y pendiente máxima de 10%.

### Final de etapa de la Vuelta a Colombia
El puerto frecuentemente ha formado parte de la Vuelta a Colombia, pero solo en una ocasión ha sido usado como final de etapa.
| Año  | Etapa | Distancia | Inicio                            | Fin            | Primero en la cima |
| ---- | ----- | --------- | --------------------------------- | -------------- | ------------------ |
| 2017 | 9     | 131,6     | La Dorada (pasando por Mariquita) | Alto de Letras | Miguel Ángel Reyes |

F.C.: Fuera de categoría